# Stopień rzadkości (numizmatyka)
Stopień rzadkości – miara rzadkości przypisywana monecie lub banknotowi na podstawie szacowanej liczby istniejących współcześnie egzemplarzy. Stopień rzadkości często jest podstawą do wyceny numizmatu przez rynek kolekcjonerski.
W przypadku monet bitych po 1945 r. (obiegowych, okolicznościowych, kolekcjonerskich, próbnych)  zazwyczaj przyjmowane jest założenie, że liczba istniejących egzemplarzy jest, z bardzo dobrym przybliżeniem, określona przez wielkość nakładu. Szacowanie stopnia rzadkości monet dziewiętnastowiecznych i starszych odbywa się głównie poprzez analizę częstości występowania monety w obrocie kolekcjonerskim, jak również w kolekcjach muzealnych.
W numizmatyce polskiej zazwyczaj korzysta się z tradycyjnej, jedenastostopniowej skali zaproponowanej pod koniec XIX w. przez Emeryka Hutten-Czapskiego:
| Stopień rzadkości | Szacowana liczba egzemplarzy |
| ----------------- | ---------------------------- |
| brak litery       | powyżej 400 000              |
| R                 | 80 001– 400 000              |
| R1 lub R1         | 15 001–80 000                |
| R2 lub R2         | 3001–15 000                  |
| R3 lub R3         | 601–3000                     |
| R4 lub R4         | 121–600                      |
| R5 lub R5         | 26–120                       |
| R6 lub R6         | 7–25                         |
| R7 lub R7         | 4–6                          |
| R8 lub R8         | 2–3                          |
| RR lub R*         | 1                            |

W języku codziennym kolekcjonerów często używa się skróconego określenia:: „moneta R?” z pominięciem słów: „o stopniu rzadkości”.